# Karosa LC 737
Karosa LC 737 (známější pod označením Karosa HD 11) je model dálkového autobusu, který v jednom prototypu vyrobila společnost Karosa Vysoké Mýto na začátku 90. let 20. století.

## Konstrukce
LC 737 je dvounápravový luxusní autokar se zvýšenou podlahou určený především pro dálkové linky nebo zájezdy. Tento vůz byl, jako první autobus v Karose, vyroben skeletově, okna jsou lepená (na rozdíl od ostatních vozů řady 700, která je mají uchycená v gumě), stejně je přichyceno i oplechování boků, střecha a podlaha. Design karoserie se liší od hranatých vozů řady 700, poprvé u Karosy byly použity lamináty pro zakulacené tvary karoserie (nárazníky, spoiler, přední i zadní čela, přístrojová deska řidiče). Pod podlahou karoserie se nachází zavazadlový prostor. Pohodlné a polohovatelné sedačky pro cestující jsou rozmístěny 2+2. Vůz je vybaven audio- a videosystémem se zavěšenou televizí, oproti běžným autokarům ale postrádal kabinu WC či kuchyňku. V pravé bočnici se nacházejí dvoje jednokřídlé výklopné dveře (první před přední nápravou, druhé za nápravou zadní). 

## Výroba a provoz
Na počátku 90. let 20. století se Karosa rozhodla pro výrobu moderních a luxusních autokarů se zvýšenou podlahou, což umožnilo zvětšit zavazadlový prostor (8,5 m³) mezi nápravami, který je u dálkových a zájezdových autobusů Karosa LC 736 nedostatečný (5,3 m³). Byl tak vyroben prototyp vozu LC 737, který byl rozsáhle testován. Později ale bylo rozhodnuto o výrobě prodloužené verze Karosa LC 757 (HD 12), takže jediný existující vůz LC 737 (HD 11) zůstal osamocen. Od roku 1992 byl v majetku společnosti Bulva Service Cerekvice nad Loučnou a v roce 2009 byl v provozu na linkách společnosti CAR-TOUR se sídlem v Opatovicích nad Labem.